# La Vallée Notizie
La Vallée Notizie è un settimanale presente nella regione autonoma Valle d'Aosta.

## Descrizione
Fondato nel 1985, diretto da Massimo De Nuzzo, edito da Paolo Maccari che ne è anche direttore generale, esce in edicola ogni sabato.

## Contenuto
A seconda della lunghezza prevista dal timone, l'abbozzo schematico in griglia dei contenuti del giornale, (64 o 72 pagine), solitamente il giornale prevede: 3 pagine di Cronaca, 3 pagine di Regione, 3 pagine di Aosta, 1 pagina di Parrocchie, 3 pagine di Alta Valle, 1 pagina di Gran San Bernardo, 3 pagine di Media Valle, 3 pagine di Bassa Valle, 1 pagina di Economia & Lavoro, 1 pagina di Sanità, 1 pagina di Salute & Benessere, 1 pagina di Alpi & Dintorni, 1 pagina di Gente di Montagna, dalle 6 alle 12 pagine di Sport, 1 o 2 pagine di Ultime, e alcune pagine di rubriche, auguri, necrologi, annunci economici.